# Massimo Bottura

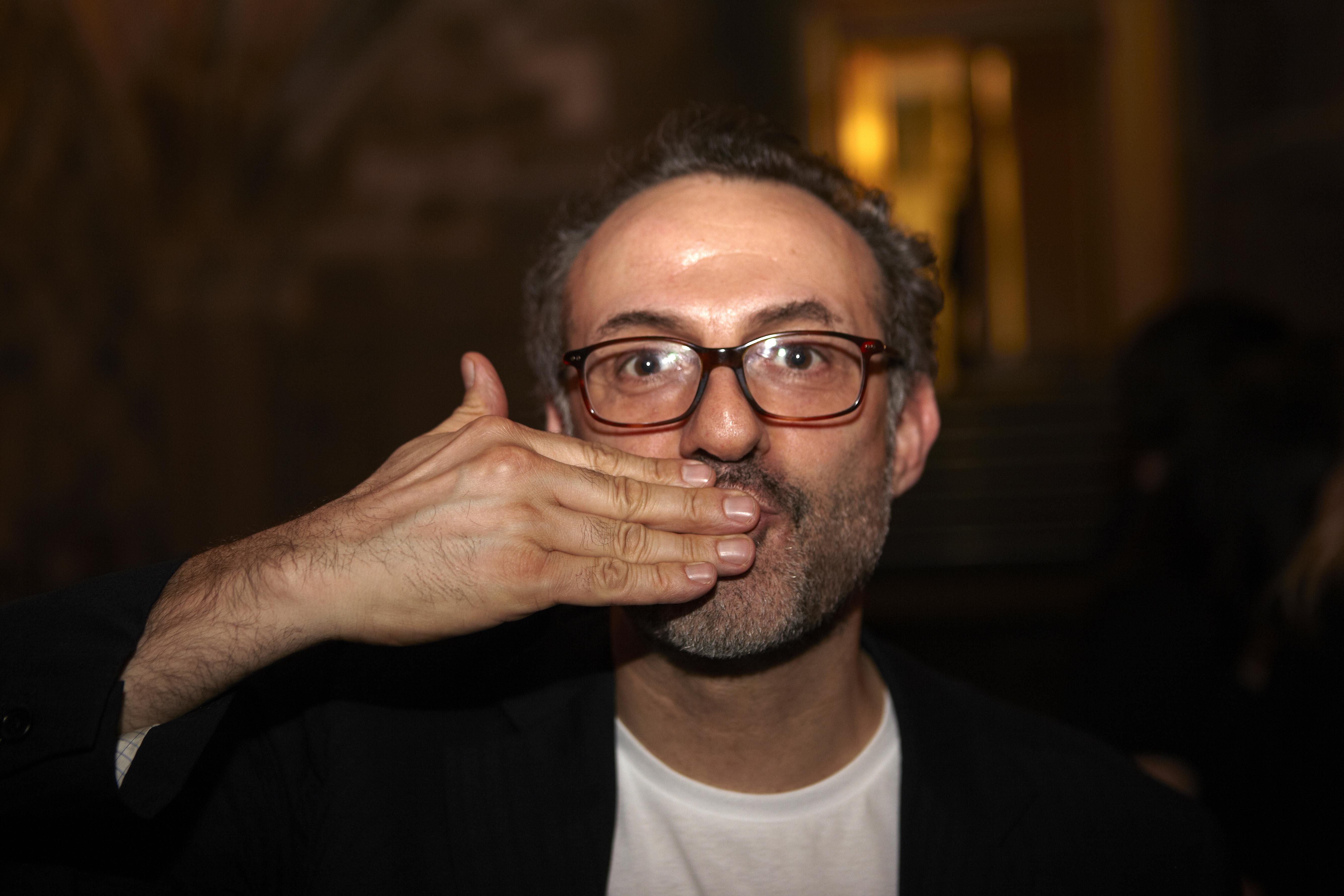
Massimo Bottura (2012)

Massimo Bottura (* 30. September 1962 in Modena) ist ein italienischer Koch. Sein Kochstil ist der Erneuerung der traditionellen italienischen Küche gewidmet. Er wird als einer der kreativsten Köche weltweit angesehen.

## Leben
Nach dem Abbruch seines Jurastudiums eröffnete Bottura im Jahr 1986 in Modena die Trattoria del Campazzo – „Bar, Tabakladen und Bistro in einem“. 1992 suchte Alain Ducasse zufällig die Trattoria auf, danach lud er Bottura zu sich in das „Restaurant Louis XV“ in Monte Carlo ein.
Die folgende Zeit verbrachte Bottura in New York. Dort lernte er ein Jahr darauf die amerikanische Kuratorin Lara Gilmore kennen. Die beiden heirateten später und bekamen zwei Kinder. Gilmore war neben der italienischen Küche der größte Einfluss auf seine Arbeit.

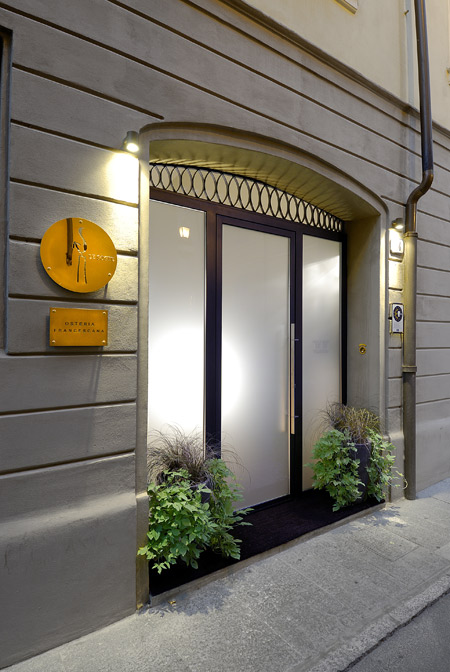
Eingang zur Osteria Francescana, Modena

1995 eröffnete Bottura in Modena sein zweites Restaurant, die Osteria Francescana. Er ist gleichzeitig Küchenchef und Eigentümer. Der spanische Koch Ferran Adrià aß im Jahr 2000 bei ihm und lud ihn für vier Monate in sein Restaurant „El Bulli“ an der Costa Brava ein.
2002 erhielt Botturas Restaurant einen Michelin-Stern, 2005 den zweiten.
2010 bezogen sich einige der Kreationen von Massimo Bottura auf Arbeiten des italienischen Künstlers Lucio Fontana, die in den 1960er Jahren unter den Titeln Concetto Spaziale oder Nature geschaffen wurden. Sous-Chef in der Osteria ist seit 2007 Davide di Fabio.
Im November 2011 erhielt das Osteria Francescana den dritten Michelin-Stern.
2015 war Bottura der erste Koch, der in der Netflix-Serie Chef’s Table porträtiert wurde.
Unter dem Namen Gucci Osteria da Massimo Bottura hat Massimo Bottura eine Reihe zeitgenössischer Restaurants geschaffen, die die gleichen Werte und Prinzipien wie das Haupthaus teilen. Die Restaurants in Tokyo, Beverly Hills und Florenz haben ebenfalls jeweils einen Michelin-Stern.

## Auszeichnungen  (Auswahl)
- 2010: 19,75 von 20 Punkten im Gourmetführer der Zeitschrift L’Espresso
- 2011: Drei Sterne im Guide Michelin [7]
- 2011: Grand Prix del Arte de la Cocina von der Académie Internationale de la Gastronomie
- 2011/2012: 95/100 Punkten im Gambero Rosso
- 2015: Eckart Witzigmann Preis für Innovation[9]
- 2016: 1st Best Restaurant in the World von The World’s 50 Best Restaurants [10]
- 2018: 1st Best Restaurant in the World von The World’s 50 Best Restaurants [11]
- 2019: Time 100[12]

## Publikationen
- Aceto Balsamico. Bibliotheca Culinaria, Lodi 2005, ISBN 88-86174-74-8.
- Parmigiano reggiano. Bibliotheca Culinaria, Lodi 2006, ISBN 88-95056-02-7.
- mit Cicco Sultano: Pro. Attraverso tradizione e innovazione. Bibliotheca Culinaria, Lodi 2006, ISBN 88-86174-98-5, (als PDF).
- Never Trust a Skinny Italian Chef. Phaidon Press, London 2014, ISBN 978-0-7148-6714-4.

## Dokumentarfilme (Auswahl)
- Massimo Bottura. Dokumentarfilm, USA, 2015, 55 Min., Kamera: Will Basanta, Produktion: Boardwalk Pictures, Netflix, Reihe: Chef’s Table, Staffel 1, Folge 1, (nach einer Idee von David Gelb), Erstsendung: 26. April 2015 bei Netflix, Filmdaten von IMDb.
- Kunst in der Küche. Zu Besuch beim Dreisterne-Koch Massimo Bottura in seiner Osteria Francescana. Reportage, Deutschland, 2016, 4:52 Min., Produktion: Lufthansa, Internetpublikation: Mai 2016, online-Video.
- Osteria Francescana in Modena. Das beste Restaurant der Welt. Reportage, Deutschland, 2016, 3:46 Min., Buch und Regie: Daniela Späth, Produktion: Deutsche Welle, Reihe: euromaxx, Internetpublikation: 27. Juli 2016, online-Video von FAZ.